# Parada de Virgen del Remedio (TRAM Alicante)
Virgen del Remedio es una parada del TRAM Metropolitano de Alicante donde presta servicio la línea 2. Está situada en la zona norte del casco urbano de Alicante, en el barrio de Virgen del Remedio, frente al IES de la zona.

## Localización y características
Se encuentra ubicada en la avenida Baronía de Polop, desde la que se accede. En esta parada se detienen los tranvías de la línea 2. Dispone de dos andenes y dos vías.

## Líneas y conexiones
| << Cabecera | < Estación             | Línea | Estación >    | Cabecera >>             |
| ----------- | ---------------------- | ----- | ------------- | ----------------------- |
| Luceros     | Pintor Gastón Castelló |       | Ciudad Jardín | Sant Vicent del Raspeig |